# Middle Arm
Middle Arm est une ville située sur l'île de Terre-Neuve dans la province de Terre-Neuve-et-Labrador au Canada. Elle est placée sur la route 413.

## Annexe